# Saint-Cyr-sur-le-Rhône
Saint-Cyr-sur-le-Rhône este o comună în departamentul Rhône din sud-estul Franței. În 2009 avea o populație de 1.196 de locuitori.

## Evoluția populației
| An        | 1975 | 1982 | 1990 | 1999 | 2006  | 2009  |
| --------- | ---- | ---- | ---- | ---- | ----- | ----- |
| Populație | 406  | 520  | 818  | 960  | 1.120 | 1.196 |